# Daniel Foucard
Daniel Foucard est un écrivain français né en 1961 à Paris.

## Biographie
Daniel Foucard a commencé par publier dans des revues dont L'Imbriaque, la Revue Nioques, la Revue Perpendiculaire (qui présente une bonne partie de son premier roman Peuplements dans son numéro 9). Suivront, en parallèle à ses romans, des parutions dans Art Press, Mouvement (revue), La Revue littéraire, La Règle du jeu (revue), Vice Magazine, Evidenz, Inculte, Trouble, etc. Il participe aussi à de nombreux projets collectifs : expositions, festivals, lectures (dites : antilectures), plateformes sur le web et émissions de radio regroupées sous la désignation d'activité Offshore. Autant de formes préparatoires à l'écriture des romans où se retrouvent les thèmes obsessionnels de l'auteur tels l'ambivalence, la transgression des codes, les mutations de la société, « L'important est ce jeu du vrai/faux auquel il se livre, la maîtrise du discours de la domination dont il fait montre et les réflexions dans lesquelles il nous entraîne »  L’univers machinique de Daniel Foucard l’amène à décrire parfois son écriture comme un simple encodage se nourrissant de culture visuelle. Certains critiques évoquent J. G. Ballard ou William Burroughs pour son exploration du langage mêlée à une science-fiction ancrée dans le réel.

## Œuvres
Romans
- Peuplements, éditions Al Dante, 2000
- Container (traité de remplissage), éditions Sens & Tonka, 2001
- Novo, éditions Al Dante/Léo Scheer, 2003
- Cold[6],[7], coll. Laureli, éditions Léo Scheer, 2006
- Civil[8],[9] coll. Laureli, éditions Léo Scheer, 2007
- Casse[10],[11], coll. Laureli, éditions Léo Scheer, 2010
- Bill, éditions Inculte, 2011
- Nudism, coll. Laureli, éditions Inculte, 2013
- Sexes, éditions Inculte, 2014
- Seule, éditions Inculte, 2018

Autres livres et collaborations
- Portradium, Paul New, éditions Dasein, 2008
- Ubiq : a mental odyssey, (avec Matthieu Briand), coll. Rencontres, éditions Dis Voir, 2008
- One, coll. Fiction à l'oeuvre  éditions Mix, Frac Aquitaine, 2010